# Технически университет – Варна
Техническият университет във Варна е държавно техническо висше училище с колеж в Добрич. Ректор на университета е проф.д-р Драгомир Пламенов.

## История

### Технически факултет
Държавния университет „Свети Кирил Славянобългарски“ поставя началото на високо технологичното инженерно образование във Варна. След 1950 г. висшето учебно заведение е структурирано в два факултета – стопански и технически, които се помещават в кампуса на днешния Икономически университет – Варна. Техническият факултет се е помещавал в предоставените му помещения на Държавния университет (сега сградите на Икономически университет – Варна), като се използват зали за лекционни курсове и практически задачи. Редица предприятия, като Варненската корабостроителница и варненската фабрика за каросерии предоставят информационни и технологични ресурси за развитието на факултета. През 1952/53 г. завършват първите квалифицирани инженери от отделите на факултетите, които са:
- „Машиностроене“
- „Корабостроене“
- „Електротехника“
- „Строителна архитектура“
- „Индустриална химия“

Към тези отдели се причисляват 30 катедри с различна насоченост.

### МЕИ – Варна
Машинно-електротехнически институт – Варна се създава като самостоятелен институт в града с постановление на Народното събрание в края на 1962 г. За изграждането на института се включват специалисти инженери в различни области, архитекти и проектанти, участвали в проектирането на други комплекси в страната. През същата година започва проектирането на целия комплекс на института. Взима се решение целият кампус да бъде разположен в новата част на север от центъра на Варна, където се изгражда новата функционална част на града. Лансират се различни идеи за бъдещия комплекс сред, които една обща сграда, отделни сгради за всички факултети и в крайна сметка се стига до решението за построяване на два еднотипни комплекса с представителна част и комплекс за лабораторни упражнения. През 1962 г. университетът не е имал факултетна организация и в началото са били определени седем специалности:

Марин Опрев изнася реч, при официалното откриване на института есента на 1962 г. На тази церемония присъстват заместник министърът на културата и народната просвета Иван Ненов, членове на БКП, ДКМС и общественост от града и региона. Първите седем специалности в института са:
- „Технология на машиностроенето“
- „Двигатели с вътрешно горене“
- „Електрически машини и апарати“
- „Радиотехника“
- „Далекосъобщителна техника“
- „Корабостроене“
- „Корабни машини и механизми“

Основател на института е з.д.т. проф. к.т.н. инж. Марин Опрев. Първата учебна година 1963/1964 започва с 554 студенти и институтът е структуриран в три факултета: Машиностроителен, Електротехнически и Корабостроителен. Гл.ас Георги Иванов е първият асистент назначен в института след създаването му. Учебните бази към университета се обзавеждат освен с наследството от Техническия факултет и с помощта на предприятия, специализирани в различни области от Северна България. Освен различна апаратура е предоставена и техническа литература. Завършилите инженери през първите години успешно защитават честта на новосъздадения институт в най-различни направления. Към преподавателския колектив се присъединяват гост-преподаватели и хонорувани преподаватели от технически институти от Съюз на съветските социалистически републики, Чехословакия, Полша и други страни. На щат са назначени и преподаватели от ВМЕИ-София и ВИММЕСС – Русе.
На 9 март 1963 г. във ВМЕИ Варна академичния съвет провежда своето първо учредително заседание.

### ВМЕИ – Варна
Първият Академичен съвет на 8 март 1962 провежда учредително заседание, за бъдещата структура и развитие на Висшето учебно заведение. На това заседание присъстват Марин Опрев, Марко Вълканов – ръководител катедра „Политехническа икономия“ – ВИНС, Васил Вичев – ръководител катедра „Икономика и организация на промишлеността“ – ВИНС, Кирил Казандиев – ръководител катедра „Физика и Химия“ – ВМЕИ, Симеон Симеонов – ръководител катедра „Строителна механика“ – ВИСИ София, Борис Божилов – ръководител катедра „Матеманика“ – ВИНС. Годишно започва да се провежда Вузов съвет, свързан с управлението на ВМЕИ – Варна.
В началото на април 1965 г. започва строежът на сградата на Електротехническия факултет, две години по-късно се построява тази на Машинния факултет (днес Ректорат).
Няколко години след създаването си институтът е акредитиран като Висш машинно-електротехнически институт – Варна (ВМЕИ – Варна). На щат през 1967 г. са били 155 преподаватели. Броят на студентите същата година е бил 2500, а бюджетът на института е възлизал на 1 002 500 лева.
През 1967 г. университетът получава орден „Червено знаме на труда“.
Лефтеров е избран за ректор през 1973-га година. По време на неговото управелние се разширява сътрудничеството с предприятията ДСО „Корабостроене“ и СХК „Девня“. Също така по време на неговото управление се издава и първият годишник за научни изследвания. Броят на студентите през учебната 1988/1989 е 4700.
ВМЕИ – Варна подписва договори за сътрудничество с Висшето мореходно училище в Гдиня и университета „Вилхем Пих“ в Ростов. По случай 25 години от създаването на института се провеждат: фотоизложба, студентска научна сесия, щафета, технически състезания, спортни състезания.
След политическите промени в страната, университетът като институция преживява известни сътресения относно загуба на индустриални партньори от българска страна и страните от СИВ. Въпреки тежкото икономическо положение, институтът не губи позиции и намира алтернативи за своето развитие. През 1991 г. обучението се води в общо 7 звена (факултети) към университета: „Машиностроителен“, „Машинно-технологичен“, „Корабостроителен“, „Електротехнически“, „Изчислителна техника“, „Юридически“ и „Автоматизация“. Лансира се идея за създаване на учебно звето Колеж във Велико Търново.

### Технически университет – Варна
През 1996 г. с решение на Народното събрание ВМЕИ – Варна се преименува на Технически университет – Варна. Технически университет – Варна е акредитиран от Асоциацията на европейските университети (EUA).
През 2001 г. е организиран международен конгрес Meet-Marind, където са представени доклади на участници от 27 държави. Корабен симулационен тренажор в университета е открит официално през 2010 г.
През 2012 г. Технически университет – Варна отбелязва 50 години от своето създаване. Във връзка с юбилея научни конференции свързани с образованието и науката, спортни състезания и международен научен конгрес. Броят на дипломираните инженери за тези 50 години е над 5 000.

## Структура

### Ръководство
- проф. д-р Драгомир Пламенов – ректор на Технически университет – Варна
- доц. д-р инж. Мария Маринова – заместник-ректор по учебната дейност
- доц. д-р инж. Христо Божидаров Ненов – заместник-ректор по научна дейност и електронно управление
- доц. д-р Павлина Наскова – заместник-ректор по административна и стопанска дейност

### Факултети
- Електротехнически факултет (Технически университет – Варна) с декан – доц. д-р инж. Юлиян Рангелов
- Корабостроителен факултет (Технически университет – Варна) с декан – доц. д-р инж. Пенка Златева
- Машинно-технологичен факултет (Технически университет – Варна) с декан – доц. д-р инж. Радостин Димитров
- Факултет по изчислителна техника и автоматизация (Технически университет – Варна) с декан – доц. д-р инж. Мариела Александрова

### Колежи
- Добруджански технологичен колеж
- Колеж в структурата на Технически университет – Варна

### Департаменти
- Департамент по езиково и продължаващо обучение и спорт

### Дирекции
- Дирекция „Обучение през целия живот“
- Дирекция „Студентски столове и общежития“
- Дирекция „Mеждународна дейност и чуждестранни студенти“
- Дирекция „Акредитация и рейтингова система“

### Отдели
- Отдел „Издателска и библиотечна дейност“
- Отдел „Информационно обслужване“
- Отдел „Кандидатстудентски Прием“
- Отдел „Обществени поръчки и инвестиционно планиране“
- Отдел „Охрана и сигурност“
- Отдел „Ректорат“
- Отдел „Стопанско обслужване“
- Отдел „Учебна документация, статистика и база данни“ (УДСБД)
- Отдел „Учебно-методичен“
- Отдел „Финансово-счетоводен“
- Отдел „Човешки ресурси“

### Центрове
- Център „Управление на интелектуалната собственост“
- Център „Маркетинг, реклама и връзки с обществеността“
- Център за дистанционно и електронно обучение
- Център за продължаващо обучение
- Център за професионално обучение
- Център за развитие на академичния състав
- Център за развитие на кариерата
- Център по качеството

## Ректори на университета
- проф. д-р инж. Венцислав Вълчев от 22.03.2019 г.
- проф. д-р инж. Розалина Димова от 13.11.2018 г. до 22.03.2019 г.
- доц. д-р инж. Росен Василев от 01.07.2015 г. до 13.11.2018 г.
- проф. д-р инж. Овид Фархи от 14.05.2007 г. до 01.07.2015 г.
- проф. д-р инж. Стефан Барудов от 15.09.1999 г. до 14.05.2007 г.
- проф д.т.н. инж. Асен Недев от 15.04.1991 г. до 15.09.1999 г.
- проф. д.т.н. инж. Димитър Димитров от 03.12.1986 г. до 15.04.1991 г.
- проф. д.т.н. инж. Дончо Дончев от 07.03 1985 г. до 03.12.1986 г.
- з.д.т. проф. д.т.н. инж. Емил Станчев от 15.10.1979 г. до 25.01.1985 г.
- проф. инж. Лефтер Лефтеров от 01.03 1973 г. до 15.10.1979 г.
- з.д.т. проф. к.т.н. инж. Петър Пенчев от 09.03.1967 г. до 01.03.1973 г.
- з.д.т. проф. к.т.н. инж. Марин Опрев от 01.01.1963 г. до 09.03.1967 г.

## Зелени площи в кампуса на университета
Ръководството, преподаватели, студенти и персонал взимат участие в грижата за зелените площи в кампуса на Технически университет – Варна. Още след построяването на сградата на Електротехническия факултет през 1968, започва да се облагородява земята около сградите на университета. В двора на университета се намира опитно поле към катедра „Растениевъдство“. Отглеждат се различни технически култури, овощни култури и зеленчуци. Около 30% от зелените площи са тревна растителност. Пред сградата на ректората има засадени лехи от бели, жълти и червени рози. Най-голям дял от дървесните видове към зелените площи на университета са: бор, липа, акация, ела, кестен, череша и кипарис. Срещат се и други дървесни видове като: чинар, ясен, копривка и аризонски кедър. Специални видове срещани в зелените площи са засадени от специалност „Агрономство“. Това са видовете: Манголия и Туя Смарагд. От 2013 г. пред ректората на университета в нова определена леха са засадени около 100 луковици лалета от сорт Blue Heron и Fancy Frills, които са дарение от посланика на Кралство Нидерландия в България г-н Том ван Оорсхот.

## Библиотека на Технически университет Варна
Библиотеката към Технически университет Варна е създадена през 1963 г. Библиотеката наследява от Технологичния факултет във Варна томове техническа литература (учебници, учебни помагала, технически атласи, технически справочници, научни публикации). През първите години от основаването си книжният фонд наброява 560 тома техническа литература на български език, руски език, английски език. Първите издадени учебни пособия от преподавателите във ВМЕИ – Варна намират място в учебната библиотека. През следващото десетилетие библиотеката увеличава своите ресурси като придобива литература от различни българки и чуждестранни издания. Част от ресурсите на библиотеката се съхраняват в сградата на Електротехническия факултет.
През 1973 г. колективът на библиотеката наброява 7 души и учебни ресурси – 35 336 тома. Създава се сътрудничество за книгообмен с други университети и институти в България. Библиотеката се абонира за периодични издания на български, руски и английски език за увеличаване на спектъра от знания в различни технически области. През 1975 г. фондът на библиотеката е преместен в сградата на Учебно-производствена база. През 1991 г. библиотеката е оборудвана със софтуер „Автоматизирана библиотека“. Техническите ресурси наброяват 80 900 тома. През 1999 г. към Нов учебен корпус е проектиран специален комплекс на първия етаж за библиотечния отдел. Към днешна дата ресурсите на библиотеката наброяват 201 000 тома литература.

## Високотехнологичен парк Технически университет Варна
Основан през 2001 г., като едноличен собственик на дружеството е Технически университет – Варна.

## Филми снимани в Технически университет Варна
- Една жена на 33 (1983)

## Възпитаници на Технически университет Варна
- Балин Балинов – политик
- Веселин Марешки – предприемач и политик
- Митко Димитров – предприемач в музикалната индустрия
- Чавдар Иванов – старши съветник в Европейската мрежа от оператори на електропредаващи системи
- Крум Гърков – директор на Агенция за информационни системи на Европейския съюз
- Милен Милев – управител на Ротек
- Андон Андонов – изпълнителен директор е ръководител на Електроснабдителен район „Марица-изток“, новият изпълнителен директор на "Мини Марица-изток
- Светлозар Морфов – търговски директор на Телевизия Европа
- Стоян Чешмеджиев – генерален директор на БТА
- Петър Петров – изпълнителен директор на „Брикел“ ЕАД
- Аврам Тодоров – ръководител на групата съветници в Общински съвет – Варна
- Илия Ангелов – политик

## Мероприятия свързани с университета
- Студентска научна сесия – представяне на научни проекти и публикации. Презентирането се извършва пред комисия съставена от преподаватели и студенти от Технически университет – Варна. Представянето на научните трудове се провежда в различни зали в зависимост от техническата насоченост.
- Пролетни и есенни спортни турнир на Технически университет – Варна

## Организаци в структурата на университета
- Студентски клуб „Олимпийски“
- Студентски клуб „Дизайн“
- Студентски клуб „Еко:логично“
- Студентски клуб „Дар“
- Студентски клуб „Кафе, наука и още нещо...“
- Авто-мото клуб Shell-Eco Marathon
- Студентски клуб „Роботика и мехатроника“
- Студентски клуб IT++
- Студентски клуб „Възобновяеми енергийни източници“
- Студентски клуб „Моторни спортове“
- Списание „сТУденти“